# Hugo Moutinho
Hugo Filipe dos Reis Moutinho, noto semplicemente come Hugo Moutinho (Lisbona, 1º gennaio 1982), è un ex calciatore portoghese, di ruolo centrocampista.